# かなぎ病院
つがる西北五広域連合 かなぎ病院（つがるせいほくごこういきれんごう かなぎびょういん）は青森県五所川原市金木町にある公立の病院。2012年（平成24年）までは公立金木病院として運営されていた。

## 概要
旧金木町が設立した金木病院が前身で、2001年（平成13年）に青森県が主導で五所川原市、つがる市、鰺ヶ沢町、深浦町、鶴田町、中泊町の地域の病院の再編を策定することが決定された。当病院はつがる総合病院を中核に、広域6市町の病院のうちのサテライト病院となることが決定され、急性期治療後の入院医療と地域住民に対する初期医療を提供することを定めた。

## 沿革
- 2012年（平成24年）4月1日 - 公立金木病院からつがる西北五広域連合 かなぎ病院へ名称を変更し、住所も五所川原市金木町菅原19番地から13番1に変更する。[2]

## 診療科
- 内科
- 外科
- 小児科
- 眼科
- 皮膚科
- 整形外科
- 婦人科

## アクセス
- 津軽鉄道津軽鉄道線金木駅から徒歩15分〜20分。
- 弘南バス五所川原 - 金木 - 小泊線で「金木病院バス停」下車。
- 国道339号の金木自動車学校の交差点から青森県道2号屏風山内真部線を200 m